# Álbum de remisturas
Um álbum de remisturas (também álbum de remixes) é um formato que consiste principalmente em faixas remisturadas ou versões regravadas anteriormente por artistas musicais.
Um dos primeiros discos remisturados foi Aerial Pandemonium Ballet de 1971 por Harry Nilsson, que foi lançado depois de Everybody's Talkin e The Point!, após Nilsson considerar que o seu material começava a passar de moda a nível sonoro. A obra mais vendida de todos os tempos é Blood on the Dance Floor: HIStory in the Mix do artista norte-americano Michael Jackson, lançado através da Epic Records em 1997.
Mais tarde, o conceito do formato foi popularizado pela banda Pet Shop Boys, com Disco, passando para artistas populares como Madonna com o seu EP You Can Dance de 1987 e Shut Up and Dance por Paula Abdul de 1990. O lançamento por músicos populares aumentou, e o primeiro a estrear na liderança na tabela musical Billboard 200 dos Estados Unidos foi J to tha L-O!: The Remixes de Jennifer Lopez, lançado no ano de 2002.